# Hella Haasse

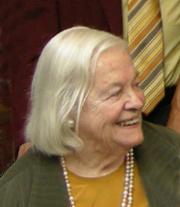
Hella Haasse (Dezember 2007)

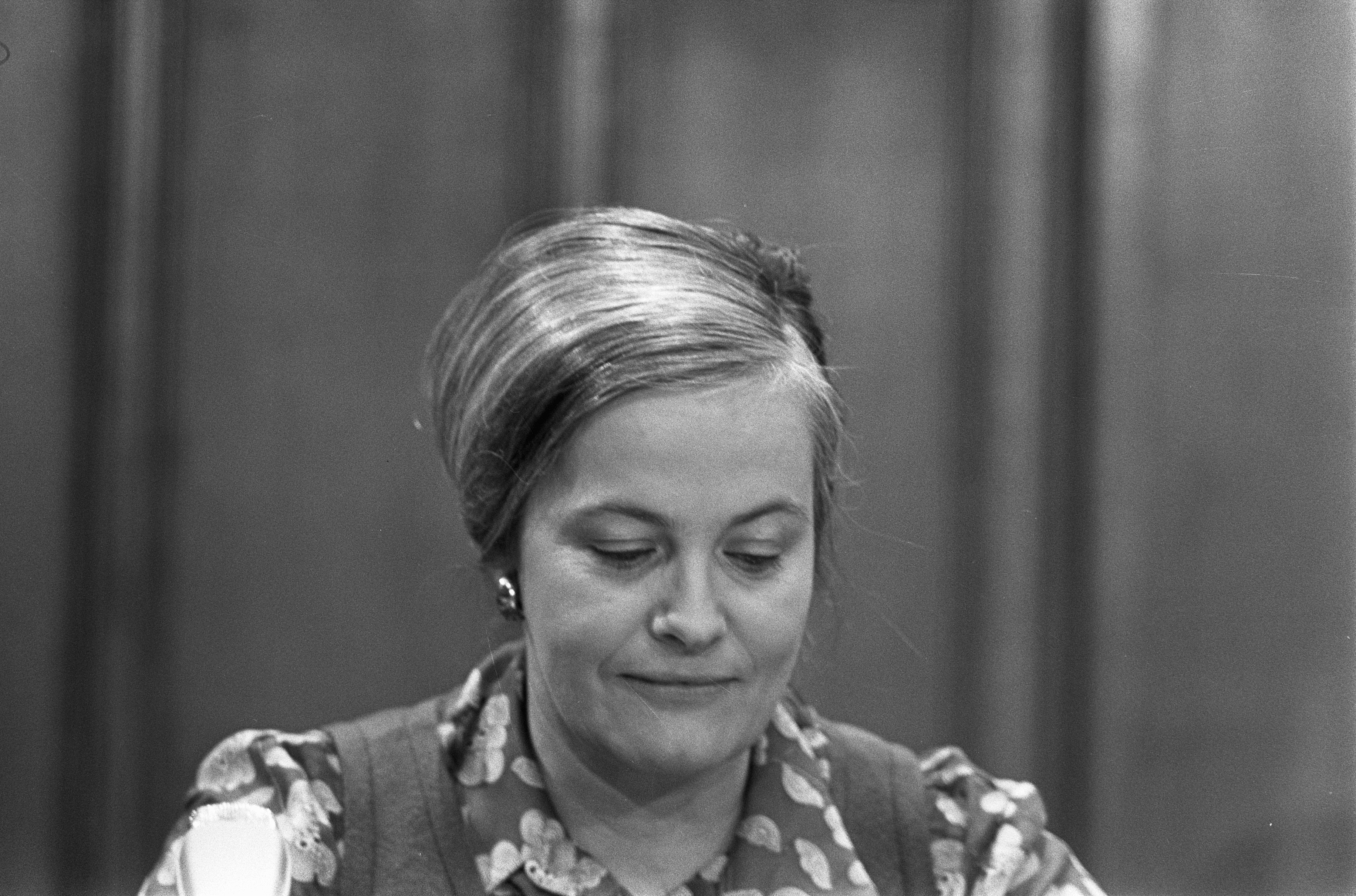
Haasse (April 1970)

Hella Serafia Haasse (* 2. Februar 1918 in Batavia, Niederländisch-Indien; † 29. September 2011 in Amsterdam, Niederlande) war eine niederländische Schriftstellerin.

## Leben
Hella Haasse wuchs in der niederländischen Kolonie Niederländisch-Indien, heute: Indonesien auf, später in Amsterdam. Viele ihrer Werke schildern das Leben in der tropischen Kolonie.
Außerdem veröffentlichte sie historische Romane. In Huurders en onderhuurders (Mieter und Untermieter, 1971) ironisiert sie wiederum den historischen Roman. Ein wiederkehrendes Motiv ist der Mensch auf der Suche nach sich selbst.
Haasse wurde mit zahlreichen Literaturpreisen ausgezeichnet, darunter der P.C. Hooft-prijs (1983) und der Prijs der Nederlandse Letteren (2004). 1988 wurde ihr die Ehrendoktorwürde der Universität Utrecht verliehen. Sie war dreimal Autorin des Boekenweekgeschenks, zuerst 1948 mit Oeroeg (auf Deutsch als Der schwarze See erschienen).
Hella Haasse gehört zu den meistgelesenen niederländischen Autoren.

## Ins Deutsche übersetzte Werke
- 1948 Oeroeg
  - Der schwarze See, dt. von Maria Csollány; Rowohlt Verlag, Reinbek bei Hamburg 1994, ISBN 3-499-13438-1.
- 1949 Het woud der verwachting
  - Wald der Erwartung: Das Leben Karls von Orleans, dt. von Josef Tichy; S. Fischer Verlag, Frankfurt am Main 1957.
- 1952 De scharlaken stad
  - Entheiligte Stadt, dt. von Julie von Wattenwyl-de-Gruyter; Büchergilde Gutenberg, Zürich 1954.
  - Die scharlachrote Stadt, dt. von Julie von Wattenwyl-de-Gruyter; S. Fischer Verlag, Frankfurt am Main 1955.
- 1957 De ingewijden
  - Die Eingeweihten, dt. von Joseph Tichy; S. Fischer Verlag, Frankfurt am Main 1961.
- 1968 De tuinen van Bomarzo
  - Die Gärten von Bomarzo, dt. von Christian Welzbacher und Gregor Seferens; Verlag Klaus Wagenbach, Berlin 2022, ISBN 978-3-8031-2830-0.
- 1971 Huurders en onderhuurders
  - Das Mietshaus, dt. von Marianne Holberg; Goldmann Verlag, München 2001, ISBN 3-442-72306-X.
- 1973 De Meester van de Neerdaling
  - Das Gemälde, dt. von Marianne Holberg; Goldmann Verlag, München 1999, ISBN 3-442-72305-1.
- 1978 Mevrouw Bentinck of Onverenigbaarheid van karakter
  - Ich widerspreche stets: Das unbändige Leben der Gräfin Bentinck, dt. von Maria Csollány; Wunderlich Verlag, Reinbek 1997, ISBN 3-8052-0580-5.
- 1983 De wegen der verbeelding
  - Der kleine Garten, dt. von Marianne Holberg; Goldmann Verlag, München 1999, ISBN 3-442-72304-3.
- 1986 Berichten van het Blauwe Huis
  - Das blaue Haus, dt. von Marianne Holberg; Goldmann Verlag, München 1998, ISBN 3-442-72303-5.
- 1992 Heren van de thee
  - Die Teebarone, dt. von Maria Csollány;  Wunderlich Verlag, Reinbek 1995, ISBN 3-8052-0554-6.
- 1993 Bandung in Een handvol achtergrond: Parang Sawat
  - Zentrum für Niederlande-Studien (Hrsg.): Bandung. In Jahrbuch des Zentrums für Niederlande Studien 7/8, dt. von Julia Henkel; Universitäts- und Landesbibliothek Münster, Münster 1997.
- 1994 Transit
  - Transit, dt. von Heike Baryga; Suhrkamp Verlag, Frankfurt am Main 1996, ISBN 3-518-40804-6.
- 2002 Sleuteloog
  - Das indonesische Geheimnis, dt. von Birgit Erdmann und Andrea Kluitmann; Transit Buchverlag, Berlin 2015, ISBN 978-3-88747-323-5.